# Ait Aadel
Ait Aadel (en àrab أيت عادل, Ayt ʿĀdil; en amazic ⴰⵢⵜ ⵄⴰⴷⵍ) és una comuna rural de la província d'Al Haouz, a la regió de Marràqueix-Safi, al Marroc. Segons el cens de 2014 tenia una població total de 7.925 persones.